# Days Creek (Oregón)
Days Creek es un lugar designado por el censo ubicado en el condado de Douglas en el estado estadounidense de Oregón. En el año 2010 tenía una población de 272 habitantes.

## Geografía
Days Creek se encuentra ubicado en las coordenadas 42°58′10.85″N 123°9′52.08″O / 42.9696806, -123.1644667.